# Авраам Папандреу
Авраам Папандреу (на гръцки: Αβραάμ Παπανδρέου) е иконописец от XIX век, работил в Македония.

## Творчество
Авраам Папандреу работи в Кукушко. Негови икони има в църквата „Свети Димитър“ в Боймица (1852). Икона на Авраам Папандреу от 1899 година има в „Света Параскева“ в Лъгадина. В църквата „Свети Димитър“ в Неа Елветия, Атина, са запазени царски двери от Авраам Папандреу с изображение на Благовещение и надпис „δια χειρός Αβραάμ του Παπανδρέου και... 1850.“